# Wolfgang Henseler
Wolfgang Henseler (* 1952 in Erftstadt-Bliesheim) ist ein deutscher Kommunalpolitiker (SPD). Er war vom 12. Oktober 2004 bis zum 31. Oktober 2020 hauptamtlicher Bürgermeister der Stadt Bornheim. In dieser Funktion war er zugleich Chef der Verwaltung und Vorsitzender des Stadtrates.

## Leben
Wolfgang Henseler wuchs in Köln, Aachen und Linnich auf. 1974 trat er in die SPD ein. Seit 1981 lebt er in Bornheim. Er ist verheiratet und hat drei erwachsene Kinder.

### Beruflich
Wolfgang Henseler ist studierter Diplom-Verwaltungswirt. Vor seiner Bürgermeisterzeit arbeitete er als Oberverwaltungsrat bei der Stadtverwaltung in Köln, unter anderem im Stab des Oberbürgermeisters, als Organisationsberater für verschiedene Bereiche der Verwaltung und einige Jahre als Referent in der Fortbildung.

### Bürgermeister
Am 10. Oktober 2004 wurde er mit 57 % der Stimmen zum Bürgermeister von Bornheim gewählt. Zwei Tage später trat er das Amt an. 2009 wurde er mit 63,5 %, 2014 mit 54 % der Stimmen als Bürgermeister wiedergewählt. Zur Kommunalwahl am 13. September 2020 trat Henseler nicht wieder an. Sein Nachfolger wurde der parteilose Christoph Becker.

### Kommunalpolitisch
Henseler war insgesamt mehr als 30 Jahre kommunalpolitisch aktiv. In dieser Zeit war er Mitglied in verschiedenen Ausschüssen und Kommissionen. Vor seinem Amtsantritt als Bürgermeister war er 15 Jahre Mitglied des Bornheimer Stadtrates und fünf Jahre stellvertretender Bürgermeister.